# خیرالدا
خیرالدا یا کلیسای جامع شهر ۷۰۰ هزار نفری سویا در ناحیه مستقل اندلس اسپانیا که چهارمین شهر پرجمعیت کشور اسپانیا می‌باشد، قرار دارد.
بناهای زیر در طراحی ساختشان از ساختمان بنای کلیسای خیرالدا الهام گرفتند:
- ساختمان ورزشی مدیسون اسکوار گاردن نیویورک، آمریکا.
- مرکز خرید کانتری کلوب پلازا در کانزاس سیتی، آمریکا.
- ساختمان ترمینال و بندرگاه سانفرانسیسکو، آمریکا.
- ساختمان برج آزادی در میامی، آمریکا.
- ساختمان هتل میامی بالتیمور در فلوریدا، آمریکا.
- برج ساختمان آسمانخراش ریگلی در شهر شیکاگو، آمریکا.
- ساختمان ریل رود دیپو مینیاپولیس، آمریکا.

## نگارخانه

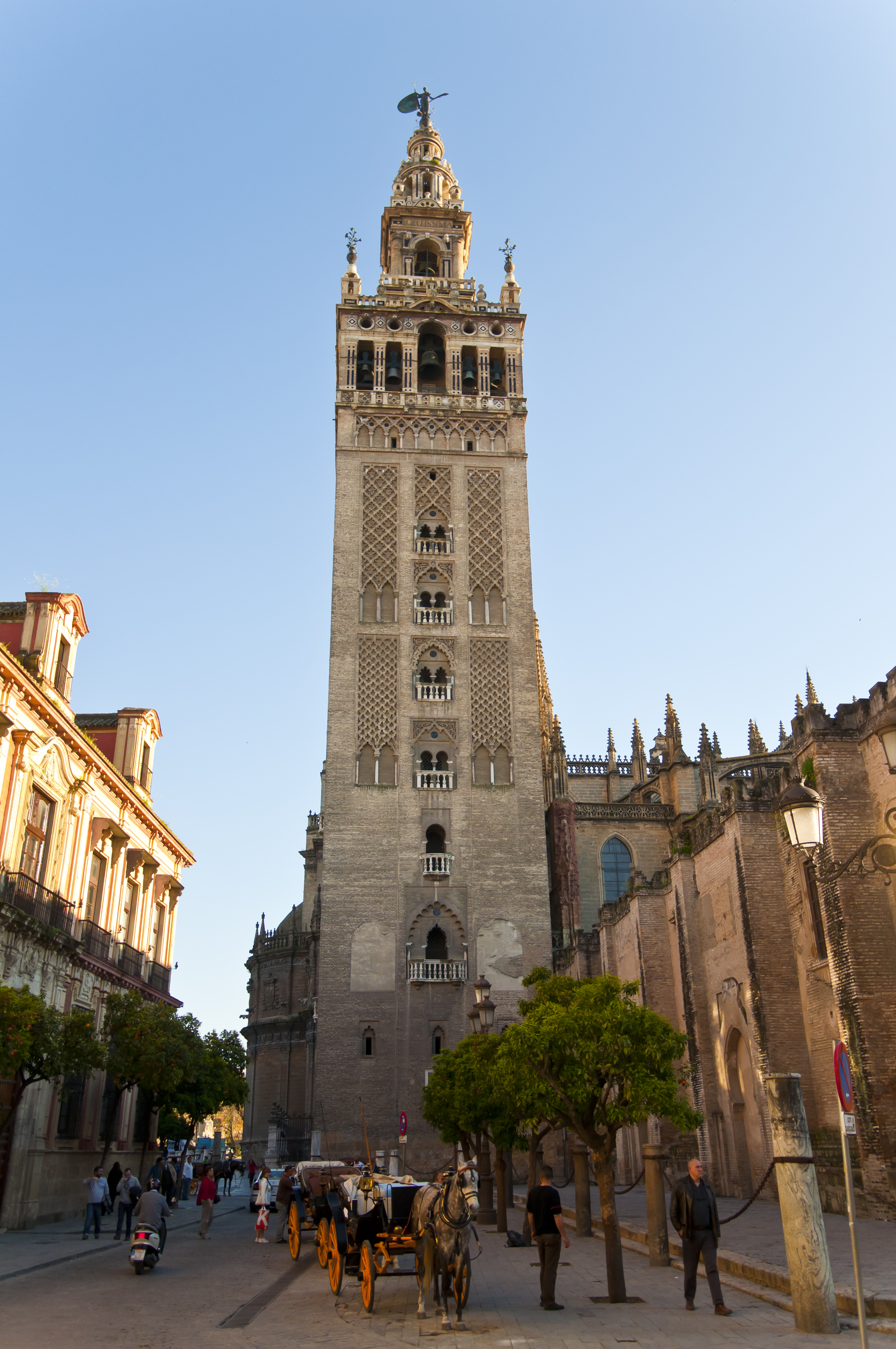
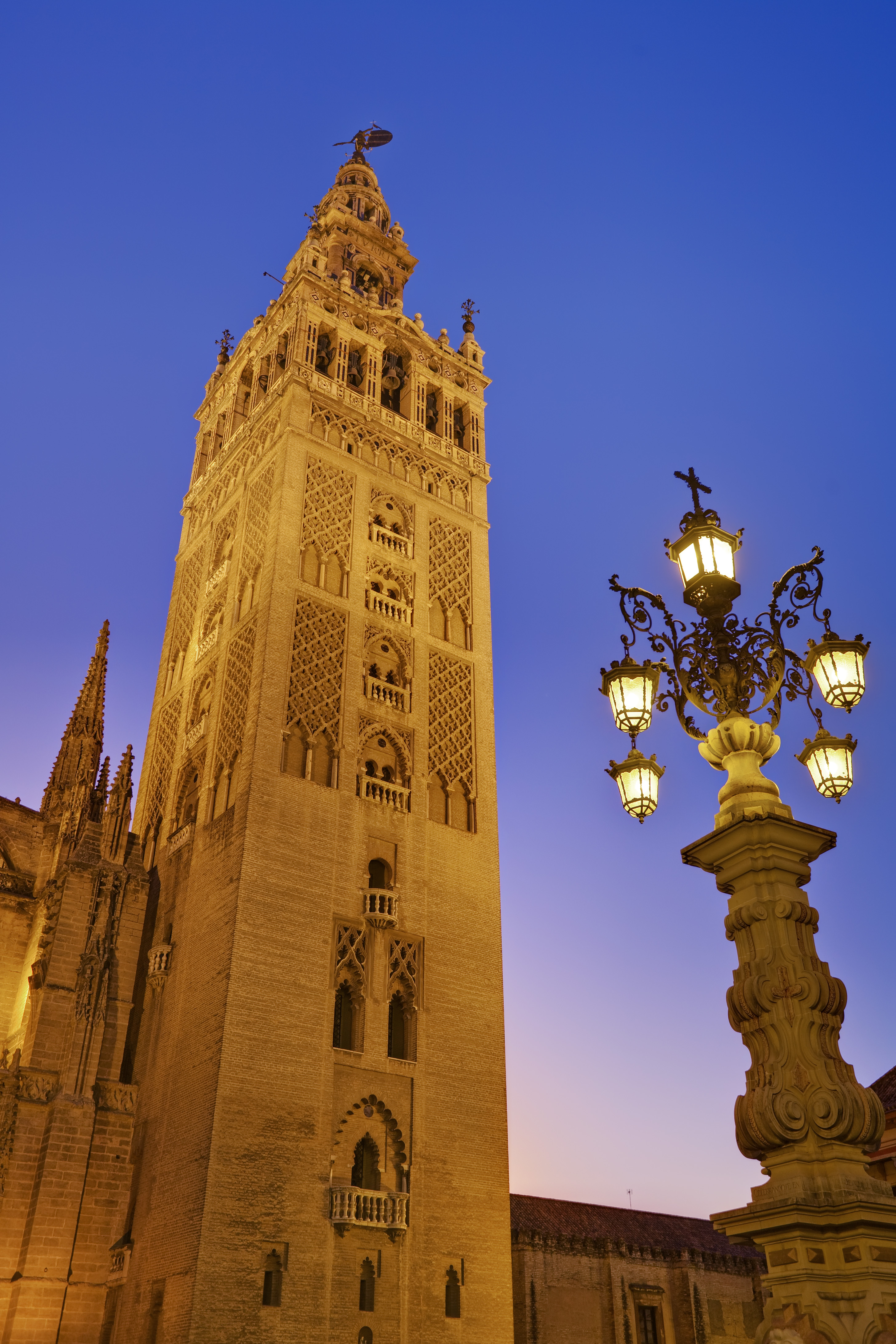
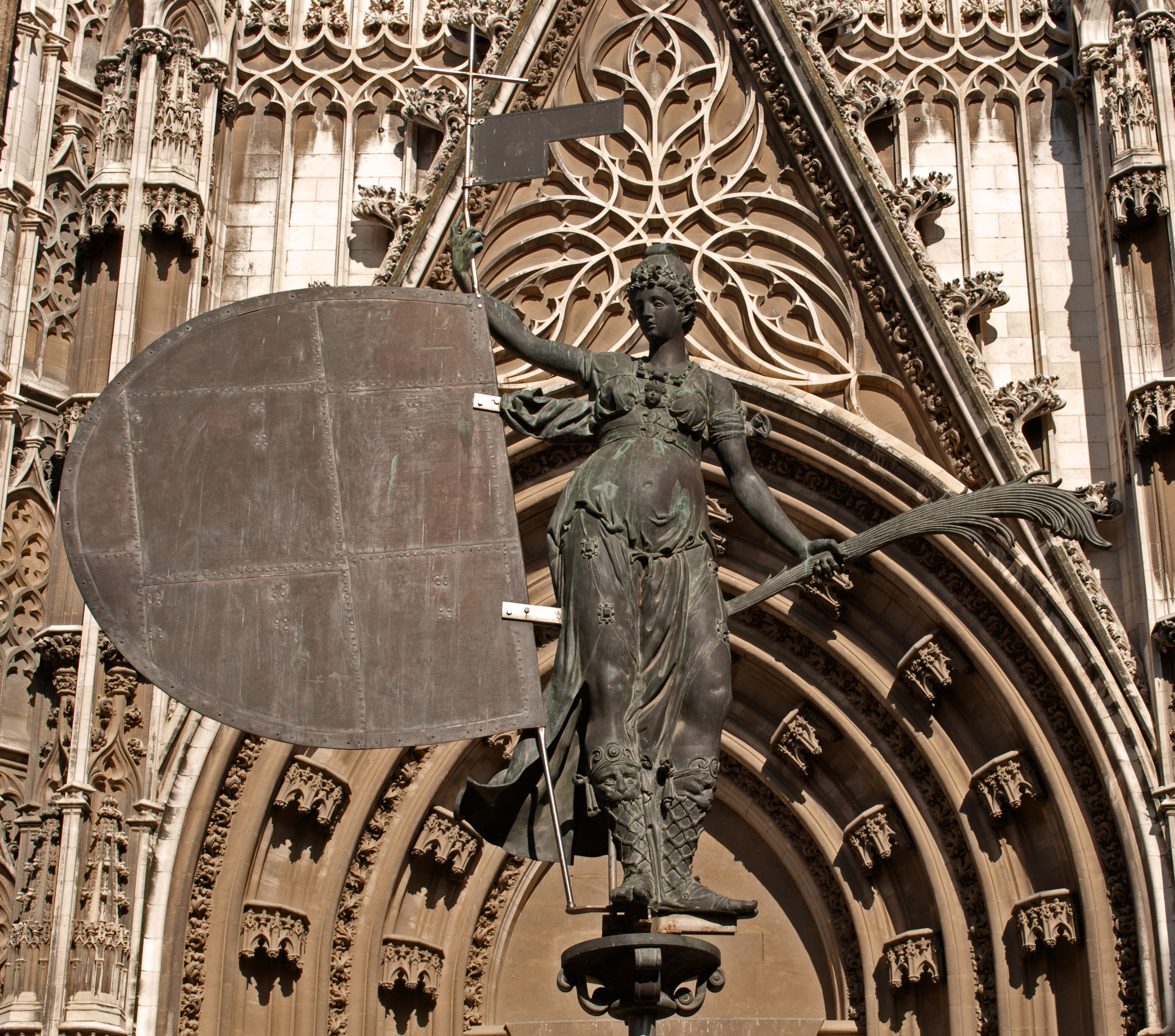
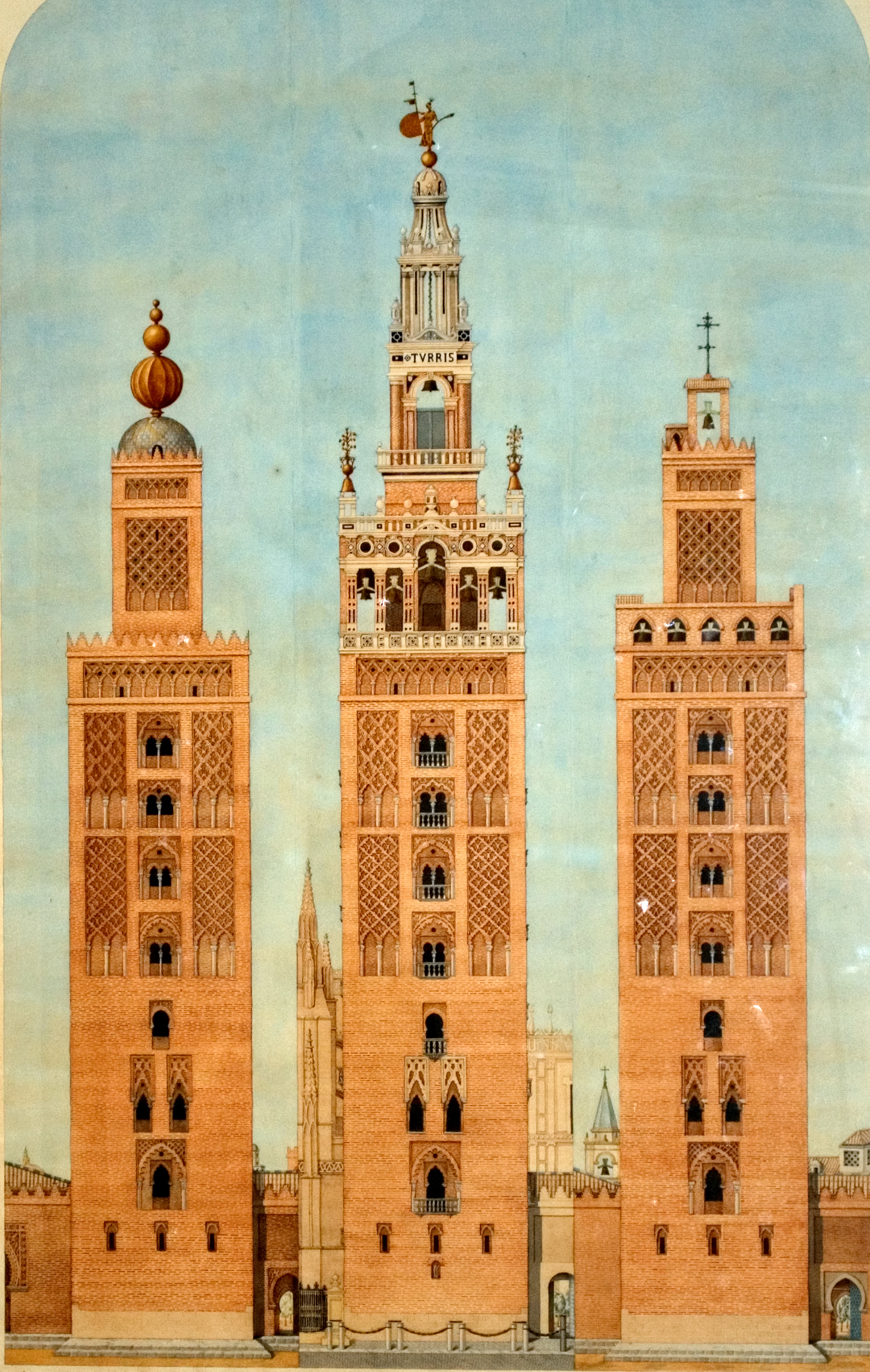
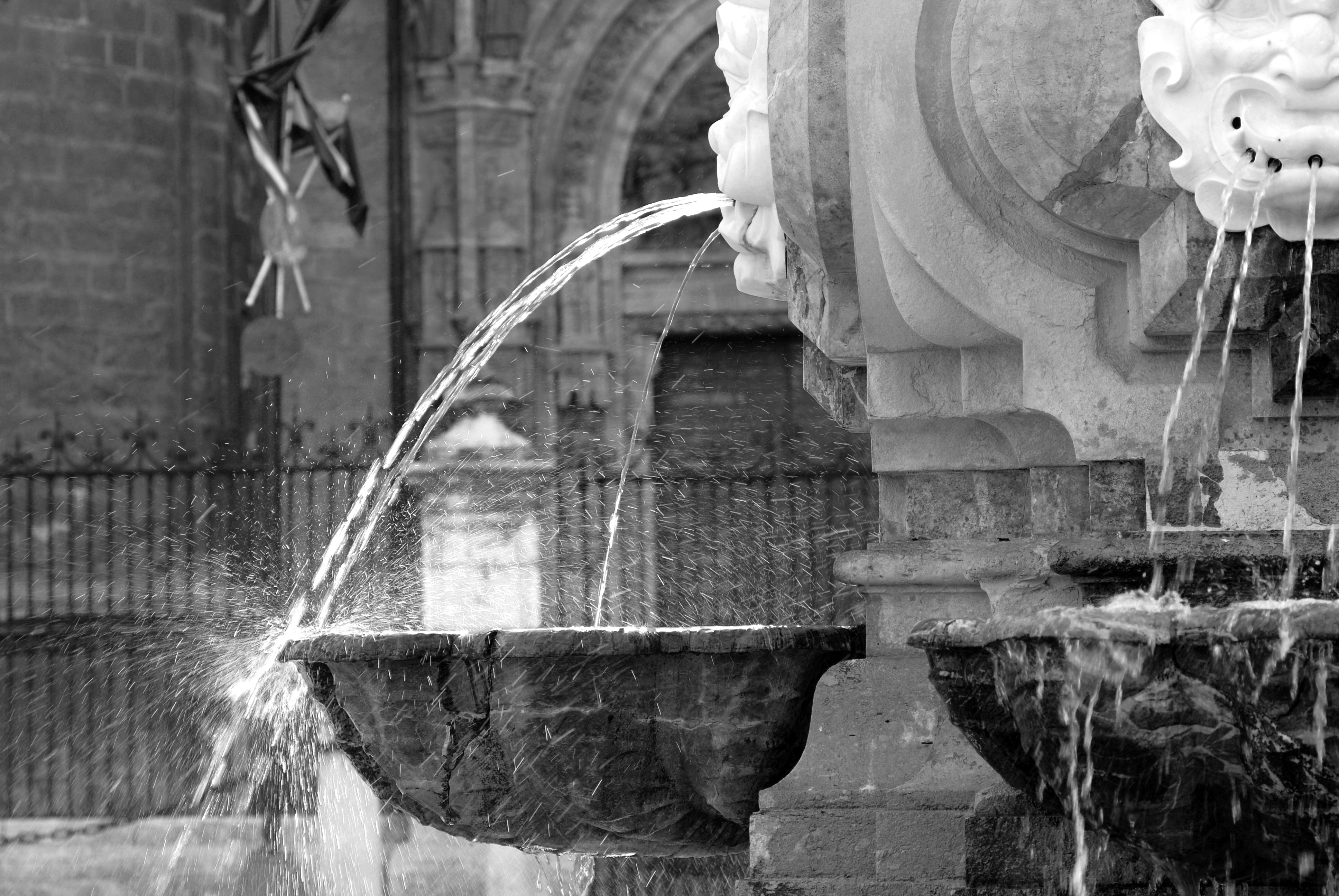
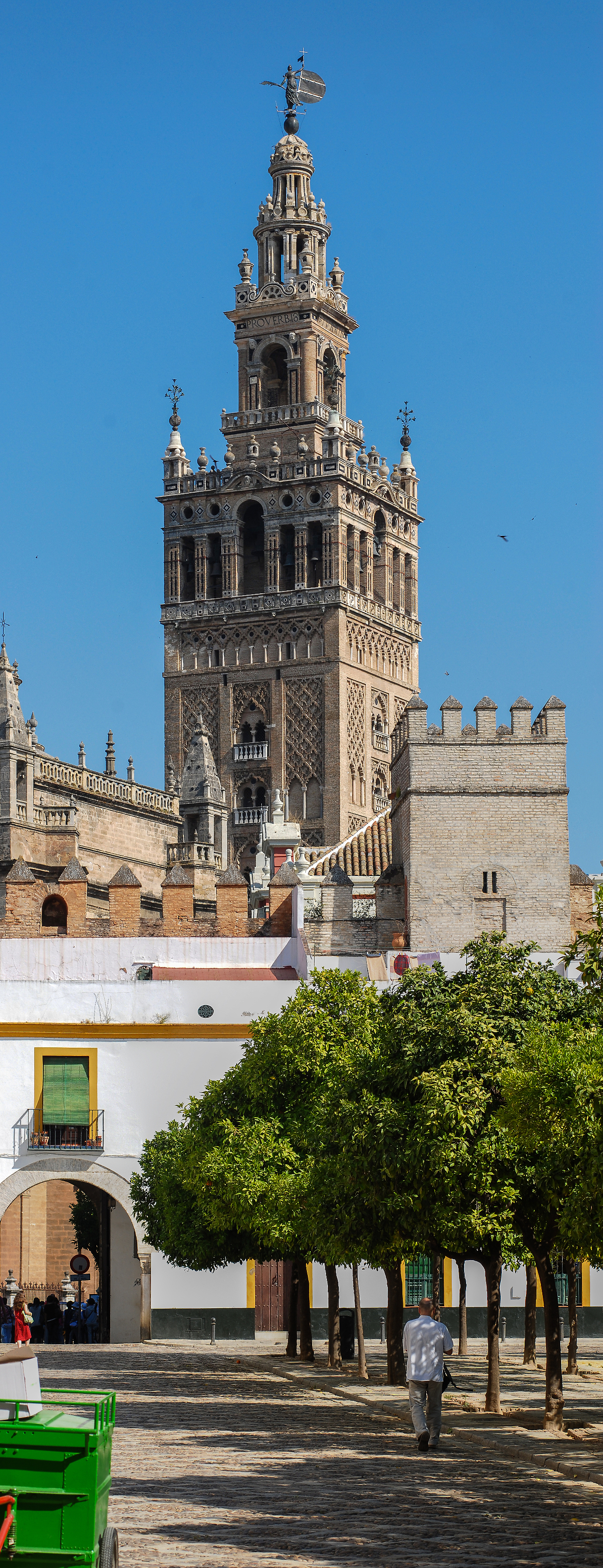
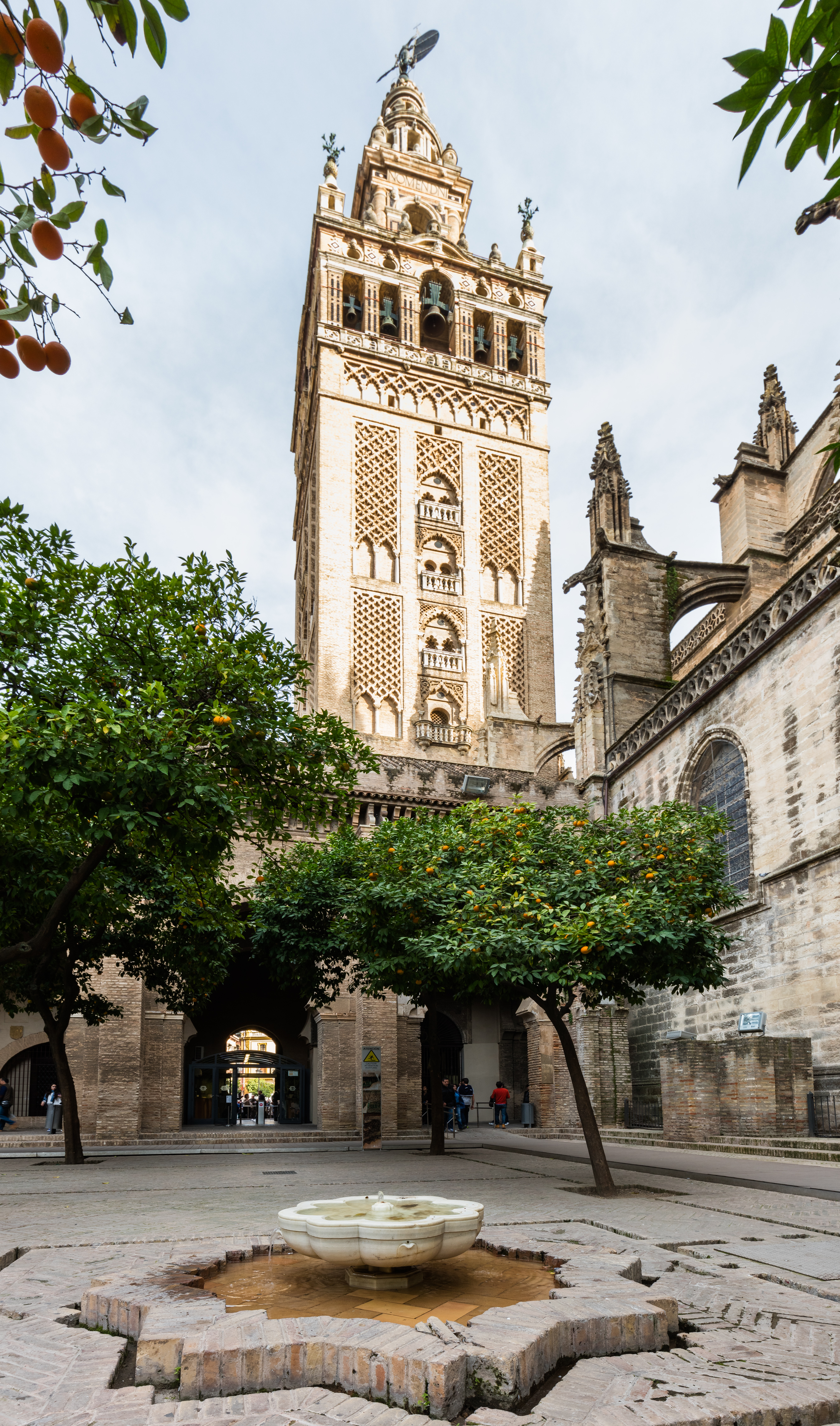